# Galicyjski Trust Kapitałowo-Inwestycyjny
Galicyjski Trust Kapitałowo-Inwestycyjny (w skrócie GTKI) – polski parabank działający w latach 1991–1994 jako piramida finansowa, z siedzibą w Rzeszowie, który oszukał ok. 4 tysiące swoich klientów na kwotę ok. 26,5 mln zł. Wbrew swojej nazwie nie miał nic wspólnego z trustem.

## Historia
Swoją działalność spółka prowadziła od 1991 w formie spółki akcyjnej i jest uważana za drugi parabank założony w Polsce po 1989. Obiecywała wysoki zysk za lokat, sięgające 62% w skali roku. GTKI zostało założone w Rzeszowie przez Stanisława Kotarbę, byłego podoficera Wojska Polskiego, wraz z żoną i jeszcze jednym wspólnikiem. Ponadto Kotarba współpracował m.in. Ireneuszem Sekułą, Maciejem Szczepańskim, Januszem Baranowskim ze Spółdzielczego Zakładu Ubezpieczeń „Westa” i Bogusławem Bagsikiem z Art-B. Posiadała oddziały m.in. w Warszawie, Łodzi i Krakowie oraz filie, m.in. w Nowym Sączu.
W tym samym roku dyrektor oddziału Narodowego Banku Polskiego w Rzeszowie interweniował w sądzie rejonowym, wskazując, że GTKI świadczy usługi bankowe bez zgody NBP, a statut spółki bezprawnie zawiera postanowienia o gromadzeniu depozytów. Sąd nie uwzględnił skargi.
W 1992 Sejm uchwalił nowelizację prawa bankowego delegalizującą działalność parabanków w Polsce, co skutkowało zmianą statutu spółki na tyle ogólny, aby umożliwić jej dalsze przyjmowanie wkładów pieniężnych. Zmieniony statut współtworzył późniejszy członek Rady Polityki Pieniężnej Stanisław Nieckarz, który ponadto organizował i zarządzał warszawskim oddziałem spółki. Nie zostały mu przedstawione zarzuty w związku z tą działalnością. W 1992 Kotarba został aresztowany w związku ze śledztwem prowadzonym w sprawie niezwiązanej z GTKI, co obniżyło wiarygodność spółki w oczach klientów, którzy zaczęli wycofywać środki.
W 1993 spółka złożyła ofertę zakupu Polskich Nagrań.
W 1994 spółka ogłosiła upadłość.
Procesy sądowe związane z działalnością GTKI rozpoczęły się w 1995 i trwały do 2002. Założyciele oraz osoby zajmujące kierownicze stanowiska w GTKI zostały skazane prawomocnymi wyrokami na kary grzywny oraz pozbawienia wolności.